# توتون
توتون (بالإنجليزية: Towton)‏ هي قرية تقع في شمال يوركشير بإنجلترا، تشتهر هذه القرية تاريخيًا باستضافتها لإحدى معارك حرب الوردتين، معركة توتون التي وقعت في 29 مارس 1461 والتي اعتُبرت من أكبر وأعنف المعارك التي وقعت في الأراضي الإنجليزية.